# XM214 Microgun
«Микроган» (англ. Microgun [ˈmaɪkroʊɡʌn], название носимого варианта — Six-Pak, армейский индекс — XM214) — пулемёт с вращающимся блоком стволов, разработанный и испытанный американской компанией General Electric в конце Вьетнамской войны.
Представляет собой облегчённый малокалиберный вариант пулемёта М134 Миниган под патрон 5,56×45 мм с ещё большим темпом стрельбы, однако в серию он не пошёл. Пулемёт XM214 Microgun рекламировался в каталогах продукции компании General Electric вплоть до конца 1990-х годов. В отличие от своего исходника, предназначался для вооружения пехотных подразделений сухопутных войск в двух вариантах: 1) единый пулемёт на стандартном пехотном станке (расчёт — двое солдат) для стрельбы лёжа или стоя в окопе и 2) как индивидуальное оружие — ручной пулемёт для стрельбы стоя и эксплуатации в одиночку. Проект использования этого оружия в качестве "ручного" был свернут еще на стадии эскизов, но станковый вариант выпускался малой серией (всего изготовили 127 единиц). Несколько образцов были применены КМП США в ходе Войны в Заливе и в войне в Ираке 2003-2006 г.г., однако это не привело к принятию образца на официальное вооружение и его массовому производству.
Существовало популярное заблуждение о том, что был изготовлен единичный образец «Микрогана» для студии «Warner Brothers», который был снят в фильмах «Хищник», «Терминатор 2: Судный день», «Терминатор-3: Восстание машин», «Терминатор: Да придёт спаситель» (использовались в качестве вооружения Терминаторов T-800, T-1, Т-600). 

Информация о том, что именно этот пулемёт использовался в фильмах «Хищник» и «Терминатор», была опровергнута техническим консультантом фильма Кевином Докери.

## В массовой культуре
- XM-214 присутствует в некоторых видеоиграх (как например Serious Sam, Crossfire и т.д.).
- Присутствует в бою у моста в фильме Первый мститель: Другая война.